# Aforia aulaca
Aforia aulaca é uma espécie de gastrópode do gênero Aforia, pertencente a família Cochlespiridae.